# Marynell Meadors
Marynell Meadors (née le 27 août 1943 à Nashville, Tennessee) est une entraineuse de basket-ball américaine puis dirigeante de l'équipe WNBA du Dream d'Atlanta. Elle est l'une des huit entraineuses à avoir dirigé une équipe lors de la saison inaugurale de la WNBA en 1997.

## Biographie
Meadors grandit à Nashville, Tennessee et commence à jouer au basket-ball très jeune. Elle décide de devenir entraineuse très jeune. À sa sortie de Hillsboro High School, elle rejoint l'Université d'État de Middle Tennessee près de Nashville. Elle est diplômée en éducation physique en 1965 et en physiologie de l'exercice en 1966.
Meadors commence sa carrière d'entraineuse à MTSU, en dirigeant l'équipe féminine. Elle demeure à Tennessee Tech durant 20 ans, terminant sa carrière avec un bilan de 363 victoires - 138 défaites (72,4 %).  Meadors remporte six titres consécutifs de l'État du Tennessee, quatre titres de champions de l'Ohio Valley Conference et deux titres de champions de la Metro Conference.
Elle rejoint ensuite l'Université d'État de Floride de 1986 à 1996, menant les Seminoles à deux participations au tournoi final NCAA et un titre de champion de la Metro Conference 1991. Elle quitte Florida State au terme de la saison 1995-96 pour diriger l'équipe nouvellement créée des Sting de Charlotte. 
En 1997, Meadors est engagée en tant qu'entraineuse et manageuse générale du Sting pour la première saison de la WNBA. Le bilan du Sting lors de cette première saison est de 15 victoires pour 12 défaites. En 1998, le Sting termine la saison avec 15 victoires et 13 défaites. Meadors est licenciée au cours de la saison 1999.
Meadors devient alors directrice du recrutement du Sol de Miami en 1999, avant que l'équipe ne se lance en 2000. Elle demeure à ce poste jusqu'à ce que l'équipe fasse faillite en 2002. Elle revient brièvement en NCAA en tant qu'entraineuse assistante aux Panthers de Pittsburgh de 2003 à 2005.
En avril 2005, Meadors est engagée en tant qu'entraineuse assistante des Mystics de Washington. Le 27 novembre 2007, Marynell Meadors rejoint les rangs de la nouvelle franchise du Dream d'Atlanta en tant qu'entraineuse. Le Dream entame la saison par 17 défaites d'affilée et ne remporte que quatre matchs pour sa saison inaugurale.
En 2009, l'équipe remporte 18 victoires pour 16 défaites, terminant deuxième de la Conférence Est. En tant que manager général, Meadors convainc Chamique Holdsclaw de faire son retour au jeu, drafte Angel McCoughtry, Shalee Lehning et recrute Michelle Snow et Sancho Lyttle lors de la draft de dispersion des Comets de Houston. 
Meadors est nommée meilleure entraineuse de la WNBA en 2009 (WNBA Coach of the Year).
En août 2012, après un conflit avec Angel McCoughtry, elle est remplacée par son adjoint Fred Williams.